# An Evening of Yes Music Plus...
An Evening of Yes Music Plus… ist ein Livealbum der britischen Progressive-Rock-Band Anderson, Bruford, Wakeman, Howe (auch: ABWH), eines Ablegers der Band Yes, aus dem Jahr 1993.

## Entstehung
Aufgrund eines Rechtsstreits mit den Mitgliedern und dem Management der Gruppe Yes war es den vier Musikern zwar nicht erlaubt, sich Yes zu nennen, die Tour zu ihrem erfolgreichen Album Anderson Bruford Wakeman Howe durfte jedoch den Namen An Evening of Yes Music Plus… tragen (Details unter Anderson, Bruford, Wakeman, Howe). Am 29. Juli 1989 starteten die vier Musiker mit der Unterstützung von Tony Levin E-Bass, Julian Colbeck, Keyboards und Milton McDonald, Gitarre und Gesang, zu einer erfolgreichen Welttournee, die bis zum 23. März 1990 andauerte und 74 Konzerte umfasste. Eines dieser Konzerte, das vom 9. September 1989 vor 20.000 Besuchern im Shoreline Amphitheatre von Mountain View, Kalifornien (USA) wurde zum Zweck einer Liveausstrahlung gefilmt und ist auf der CD/DVD An Evening of Yes Music Plus… dokumentiert, die postum, 1993, erschienen ist. Damals war ABWH bereits in Yes aufgegangen (vgl. Union). Aufgrund einer Hepatitis-Erkrankung spielt hier nicht Tony Levin Bass, sondern der langjährige Wegbegleiter Bill Brufords, Jeff Berlin.
Auf dem Album sind ABWH-Stücke und Yes-Klassiker aus den 70er Jahren zu hören, vor allem aus der Zeit, in der die vier beteiligten Musiker Mitglieder von Yes waren (vor allem von den Alben The Yes Album, Fragile und Close to the Edge).
Das Cover wurde erneut vom Fantasy-Künstler Roger Dean gestaltet, das Bild trägt den Titel Floating Islands.
Im Februar 2007 hat das Plattenlabel Voiceprint das Album sowie die DVD (in zwei verschiedenen Versionen) wiederveröffentlicht. Diese Neuauflage enthält in der limitierten Variante das Feature ("In the Big Dream"), das bereits 1989 als Video erschienen war und Interviews und Videoclips enthält.

## Titelliste (Erstveröffentlichung)
1. ”Benjamin Britten’s Young Person’s Guide to the Orchestra” – 1:41
2. ”Time and a Word” / ”Owner of a Lonely Heart” / ”Teakbois” – 7:32
3. ”Clap” / ”Mood for a Day” – 9:35
4. ”Gone but Not Forgotten” / ”Catherine Parr” / ”Merlin the Magician” – 5:37
5. ”Long Distance Runaround” / ”Drum Solo” – 7:10
6. ”Birthright” – 7:23
7. ”And You and I” – 9:54
8. ”Starship Trooper” – 12:48
9. ”Close to the Edge” – 19:48
10. ”Themes” – 6:37
11. ”Brother of Mine” – 11:17
12. ”Heart of the Sunrise” – 10:46
13. ”Order of the Universe” – 9:30
14. ”Roundabout” – 9:53

## Titelliste (Voiceprint Limited Edition)
- DVD 1:

1. "Benjamin Britten’s Young Person’s Guide to the Orchestra" – 0:51
2. "Time and a Word" / "Owner Of A Lonely Heart" / "Teakbois" / "Owner of a Lonely Heart" – 7:32
3. "Clap / Mood for a Day" – 9:33
4. "Gone but Not Forgotten" / "Catherine Parr" / "Merlin the Magician" – 5:41
5. "Long Distance Runaround" (inkl. Drum Solo) – 7:08
6. "Birthright" – 6:35
7. "And You and I" – 10:15
8. "I've Seen All Good People" – 9:18
9. "Close To The Edge" – 19:29
10. "Themes: 1. Sound / 2. Second Attention / 3. Soul Warrior" – 6:34
11. "Brother Of Mine" – 10:24

- DVD 2:

1. "The Meeting" – 4:54
2. "Heart Of The Sunrise" – 10:44
3. "Order Of The Universe" – 9:29
4. "Roundabout" – 10:39
5. "Starship Trooper" – 13:45

- Zusätzliches Feature ("In the Big Dream"):

1. "In The Big Dream" – 8:34
2. "Order Of The Universe" – 8:46
3. "Quartet (I'm Alive)" – 4:12

Anmerkung:
Auf den verschiedenen Veröffentlichungen gibt es einige Unterschiede zum Konzert vom 9. September 1989. So fehlen auf der Erstveröffentlichung einige Stücke, zudem wurde die Reihenfolge der Songs verändert. Auf dem Voiceprint-Release fehlen die Ansagen Jon Andersons. Die Reihenfolge der Songs an dem Abend war:
1. "Benjamin Britten’s Young Person’s Guide to the Orchestra"
2. "Time And A Word"/"Owner Of A Lonely Heart"/"Teakbois"/"Owner Of A Lonely Heart"
3. "Clap"
4. "Mood For A Day"
5. "Gone but Not Forgotten" / "Catherine Parr" / "Merlin the Magician"
6. "Long Distance Runaround"/Bruford Solo
7. "Birthright"
8. "And You And I"
9. "I've Seen All Good People"
10. "Close To The Edge"
11. "Themes: 1. Sound / 2. Second Attention / 3. Soul Warrior"
12. "Brother Of Mine"
13. "The Meeting"
14. "Heart Of The Sunrise"
15. "Order Of The Universe"
16. "Roundabout"
17. "Starship Trooper"

## Besetzung
- Jon Anderson – Gesang
- Bill Bruford – Schlagzeug, Percussion
- Rick Wakeman – Keyboards
- Steve Howe – Gitarre, Gesang

mit
- Jeff Berlin – Bass (auf den Liveaufnahmen)
- Tony Levin – Bass (nur auf dem zusätzlichen Feature ("In the Big Dream") der Voiceprint-Ausgabe)
- Julian Colbeck – Keyboards
- Milton McDonald – Gitarre